# Aurélien Tchouaméni
Aurélien Djani Tchouaméni (født 27. januar 2000) er en fransk professionel fodboldspiller, som spiller for La Liga-klubben Real Madrid og Frankrigs landshold.

## Klubkarriere

### Bordeaux
Tchouaméni kom igennem Bordeaux' ungdomsakademi, og gjorde sin debut for førsteholdet i juli 2018.

### Monaco
Tchouaméni skiftede i januar 2020 til Monaco. Han etablerede sig med det samme som en fast mand på holdet, og forblev det over de næste 2,5 sæsoner hos klubben.

### Real Madrid
Tchouaméni skiftede i juni 2022 til Real Madrid.

## Landsholdskarriere

### Ungdomslandshold
Tchouaméni har repræsenteret Frankrig på samtlige ungdomsniveauer.

### Seniorlandshold
Tchouaméni debuterede for Frankrigs landshold den 1. september 2021. Han blev udtaget til Frankrigs trup til VM i fodbold 2022 i Qatar.

## Titler
Real Madrid
- La Liga: 1 (2023-24)
- Copa del Rey: 1 (2022-23)
- Supercopa de España: 1 (2023-24)
- UEFA Champions League: 1 (2023-24)
- UEFA Super Cup: 1 (2022)
- FIFA Club World Cup: 1 (2022)

Frankrig
- UEFA Nations League: 1 (2020-21)

Individuelle
- UNFP Ligue 1 Årets unge spiller: 1 (2020-21)
- UNFP Ligue 1 Årets hold: 2 (2020-21, 2021-22)